# Ray Pickrell
Ray Pickrell (* 16. März 1938 in Harrow Weald, Middlesex; † 20. Februar 2006) war ein britischer Motorradrennfahrer der seine größten Erfolge bei Straßenrennen erzielte.

## Leben und Wirken

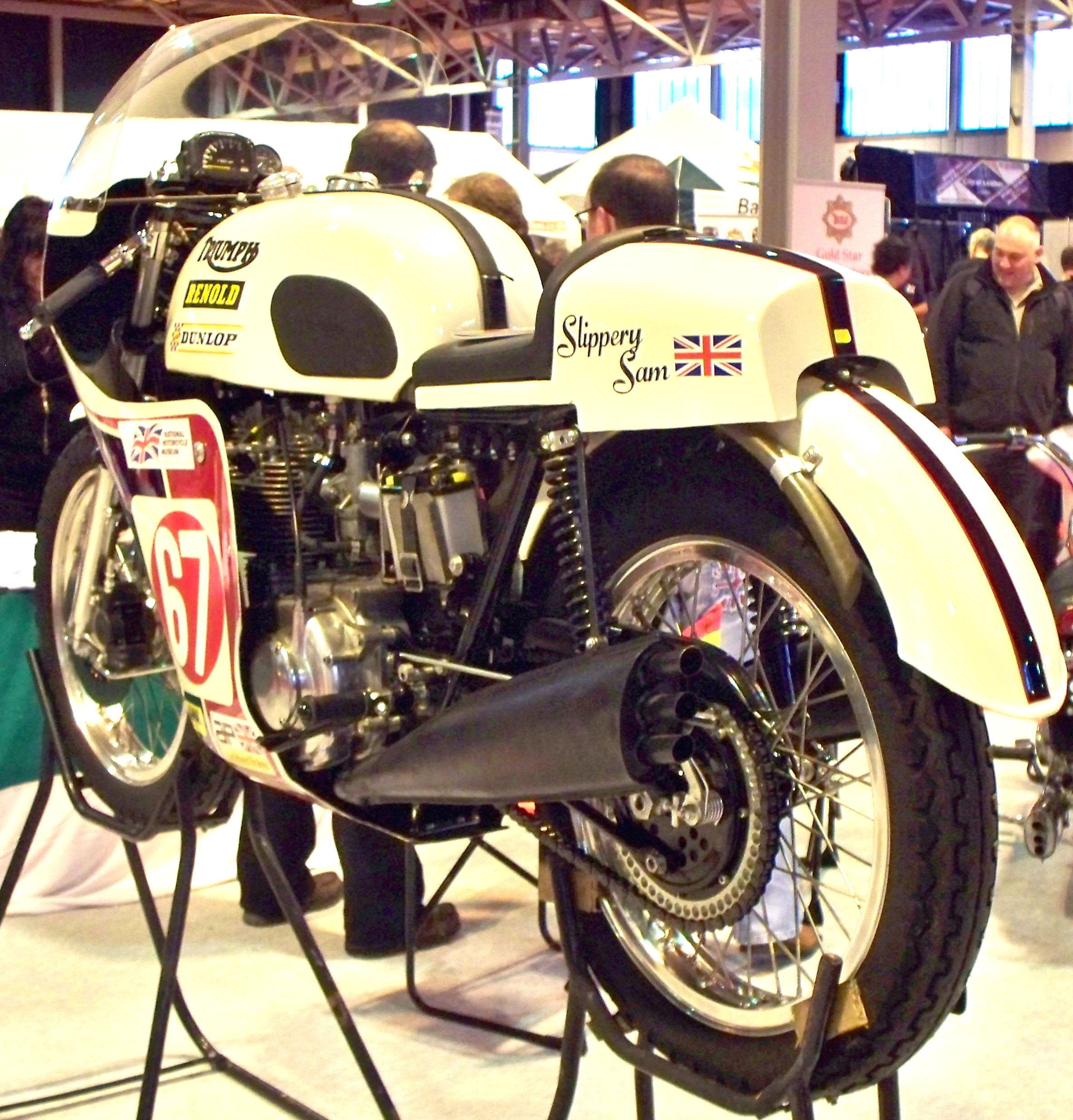
Triumph, wie sie Pickrell zu Beginn der 1970er fuhr

Durch seinen Vater kam Ray Pickrell sehr früh mit Motorrädern in Kontakt. Seine erste Maschine war eine 225-cm³-Villiers, bevor er auf eine Norton Dominator umstieg. Erste zumeist illegale Rennerfahrung sammelte er in der Szene rund um das Ace Cafe in London. Anfang der 1960er nahm ihn BSA unter Vertrag und Pickrell startete bei professionellen Rennen, wie etwa Brands Hatch. Den Durchbruch schaffte er erst, als er auf Norton wechselte. 1968 gewann Pickrell 18 Rennen, darunter auch die Isle of Man TT. Zu Beginn der 1970er-Jahre stieg er auf Triumph um und fuhr auf der Slippery Sam mehr als nur Achtungserfolge ein. Ray Pickrell, der in seiner Karriere mehrere schwere Unfälle hatte, beendete seine Laufbahn 1972. Beim Mallory Park Race of the Year stürzte er bei rund 160 km/h wegen eines Getriebeschadens. Der Nachfolgende Tony Jefferies verlor durch diesen Sturz die Kontrolle über seine Maschine. Das Motorrad krachte in Pickrell und verletzte diesen schwer. Mehrere Wochen war nicht sicher, ob er überleben würde. Daraufhin nahm er nie wieder an einem Rennen teil und verdiente sich seinen Lebensunterhalt als LKW-Fahrer. Pickrell war zweimal verheiratet und war aus erster Ehe Vater eines Sohnes und einer Tochter.

## Siegestatistik
(Auszug)
| Jahr | Klasse         | Maschine | Rennen         |
| ---- | -------------- | -------- | -------------- |
| 1968 | Production 750 | Norton   | Isle of Man TT |
| 1971 | Production 750 | Triumph  | Isle of Man TT |
| 1971 | –              | Triumph  | Bol d’Or       |
| 1972 | Production 750 | Triumph  | Isle of Man TT |
| 1972 | Formel 750     | Triumph  | Isle of Man TT |